# 昆希洛克河
昆希洛克河是俄羅斯的河流，位於堪察加半島，河道全長約72公里，流域面積582平方公里，河水主要來自融雪和雨水，最終注入葉洛夫卡河。